# The Undoing
The Undoing ou Les Premières Impressions au Québec, est une mini-série dramatique américaine en six épisodes de 45 minutes créée par David E. Kelley et réalisée par Susanne Bier, diffusée du 25 octobre au 29 novembre 2020 sur HBO aux États-Unis et au Canada. Il s'agit de l'adaptation du roman Les Premières Impressions de Jean Hanff Korelitz.
En France, elle est programmée sur OCS City, 24 heures après sa diffusion américaine, puis en clair sur TF1 à partir du 5 janvier 2022. Il en est de même en Belgique francophone, sur la chaîne Be 1 avant d'être diffusée en clair les 14 décembre 2021 et 21 décembre 2021 (au rythme de trois épisodes par soirée) sur Tipik. Au Québec, elle est diffusée en VF depuis le 29 octobre 2020 à Super Écran puis en clair à partir du 17 septembre 2021 sur Noovo. En Suisse, elle est diffusée sur RTS Un du 7 décembre 2020 au 21 décembre 2020.
Le titre anglais, non traduit dans la version française, est un substantif dérivé du verbe to undo (négation du verbe to do) qui signifie « défaire », « détruire ». On peut donc traduire The Undoing par « La Défaite », ou « La Ruine », « la Perte », mais aussi éventuellement « La Machination ».[réf. souhaitée] Ces traductions alternatives peuvent éclairer d'un jour différent les nuances du scénario. La version francophone québécoise a fait le choix d'une véritable transposition plutôt que d'une traduction du titre anglais, probablement du fait de sa polysémie difficile à réduire ou à transcrire.

## Synopsis
Grace et Jonathan Fraser forment un couple uni de la haute société new-yorkaise : elle est une psychiatre réputée, lui, un oncologue pédiatrique reconnu, et leur fils Henry fréquente la très chic Reardon Academy. Dans le cadre de la préparation d'une collecte de fonds pour l'école, Grace fait la connaissance d'Elena Alves, dont le fils est scolarisé à Reardon grâce à une bourse. Au lendemain de la soirée de collecte, Elena est découverte assassinée et Jonathan disparaît. Les certitudes et l'univers de Grace vont s'en trouver remis en cause.

## Distribution
- Nicole Kidman (VF : Danièle Douet) : Grace Fraser, psychiatre, épouse de Jonathan et mère de Henry[9]
- Hugh Grant (VF : Pierre-François Pistorio) : Jonathan Fraser, oncologue, époux de Grace et père de Henry[10]
- Donald Sutherland (VF : Jean-Pierre Leroux) : Franklin Reinhardt, père de Grace et grand-père de Henry[11]
- Noah Jupe (VF : Tom Trouffier) : Henry Fraser, fils de Jonathan et Grace, élève de Reardon Academy[12]
- Édgar Ramírez (VF : Damien Ferrette) : inspecteur Joe Mendoza[13]
- Lily Rabe (VF : Sophie Riffont) : Sylvia Steineitz, avocate, amie de Grace[13]
- Janel Moloney : Sally Maybury, amie de Grace
- Matilda De Angelis (VF : Joséphine Ropion) : Elena Alves, artiste, mère d'un élève de Reardon, assassinée[14]
- Ismael Cruz Córdova (VF : Alexis Tomassian) : Fernando Alves, mari d'Elena[14]
- Noma Dumezweni (VF : Isabelle Leprince) : Haley Fitzgerald, avocate pénaliste au barreau de New York[15]
- Fala Chen : Jolene McCall, mère d'un élève de Reardon
- Michael Devine (VF : Jérôme Wiggins) : inspecteur Paul O'Rourke
- Sofie Gråbøl : Catherine Stamper
- Rosemary Harris : Janet Fraser, mère de Jonathan et grand-mère de Henry

## Production
Initialement prévue pour une diffusion à partir du 10 mai 2020 sur HBO aux États-Unis et au Canada, elle a été remise à l'automne 2020 en raison de la Pandémie de Covid-19.

## Épisodes
1. Une intuition (You Just Know)
2. Disparu (The Missing)
3. Ne pas nuire (Do No Harm)
4. Ne pas voir le mal (See No Evil)
5. Guerre des nerfs (Trial by Fury)
6. La Cruelle Vérité (The Bloody Truth)

## Accueil

### Audiences
| Épisode        | Diffusion                | Diffusion      | Audience moyenne          | Audience moyenne                       | Classement des audiences | Réf.   |
| Épisode        | Jour                     | Horaire        | Nombre de téléspectateurs | Part de marché (sur les 4 ans et plus) | Classement des audiences | Réf.   |
| -------------- | ------------------------ | -------------- | ------------------------- | -------------------------------------- | ------------------------ | ------ |
| 1              | Mercredi 5 janvier 2022  | 21:05 - 22:00  | 4 018 000                 | 18,5 %                                 | 2e                       | [ 19 ] |
| 2              | Mercredi 5 janvier 2022  | 22:00 - 22:55  | 3 590 000                 | 20,3 %                                 | 2e                       | [ 19 ] |
|                |                          |                |                           |                                        |                          |        |
| 3              | Mercredi 12 janvier 2022 | 21:05 - 22:00  | 3 319 000                 | 15,4 %                                 | 2e                       | [ 20 ] |
| 4              | Mercredi 12 janvier 2022 | 22:00 - 22:55  | 2 920 000                 | 16,5 %                                 | 2e                       | [ 20 ] |
|                |                          |                |                           |                                        |                          |        |
| 5              | Mercredi 19 janvier 2022 | 21:05 - 22:00  | 3 235 000                 | 15,4 %                                 | 1er                      | [ 21 ] |
| 6              | Mercredi 19 janvier 2022 | 22:00 - 22:55  | 2 910 000                 | 19,3 %                                 | 1er                      | [ 21 ] |
|                |                          |                |                           |                                        |                          |        |
| Moyenne finale | Moyenne finale           | Moyenne finale | 3 332 000                 | 17,6 %                                 | -                        | [ 22 ] |

- Le plus haut chiffre d'audience
- Le plus bas chiffre d'audience

## Distinctions

### Nominations
- Golden Globes 2021 : 
  - Meilleure mini-série ou meilleur téléfilm ;
  - Meilleur acteur dans une mini-série ou un téléfilm pour Hugh Grant ;
  - Meilleure actrice dans une mini-série ou un téléfilm pour Nicole Kidman ;
  - Meilleur acteur dans un second rôle dans une série, une mini-série ou un téléfilm pour Donald Sutherland.